# Khu bảo tồn thiên nhiên Nam Ural
Khu bảo tồn thiên nhiên Nam Ural (tiếng Nga: Южно-Уральский заповедник) (còn được gọi là Yuzhno-Uralsky) là một khu bảo tồn thiên nhiên nghiêm ngặt (tiếng Nga là zapovednik) bảo vệ các hệ sinh thái rừng taiga trên núi của dãy Nam Ural. Trong ranh giới của nó là một số đỉnh núi gồm Mashak, Zigalga, Nara Kumardak và Yamantau. Trong đó Yamantau với 1.640 mét (5.380 ft) là đỉnh cao nhất của dãy Nam Ural. Khoảng 90% diện tích của khu bảo tồn này nằm ở huyện Beloretsky của nước cộng hòa Bashkortostan, phần còn lại nằm ở tỉnh Chelyabinsk. Khu bảo tồn này nằm cách 200 km về phía tây bắc thành phố Ufa.

## Động thực vật
Khu bảo tồn này có tới 89% diện tích là rừng. Nó là sự pha trộn của rừng lá kim và rừng rụng lá. Trên 1200 mét là vùng lãnh nguyên núi cao với những đồng rêu. Khu bảo tồn thiên nhiên Nam Ural được ghi nhận là có 700 loài thực vật có mạch.
Về động vật, khu bảo tồn có 50 loài động vật có vú, 168 loài chim.